# Consejo de Comisarios del Pueblo de la República Socialista Federativa Soviética de Rusia
El Consejo de Comisarios del Pueblo de la República Socialista Federativa Soviética de Rusia, también conocido como Sovnarkom (SNK), (en ruso: Совет народных комиссаров РСФСР, translit. Soviet naródnyj kommissárov RSFSR) fue la institución de gobierno de la RSFS de Rusia formada por el Segundo Congreso Panruso de los Soviets en el transcurso de la Revolución de Octubre en 1917 cuyo primer presidente fue Vladímir Lenin. Creado en sustitución del derrocado Gobierno Provisional Ruso, el primer Consejo de Comisarios del Pueblo (Consejo o Sóviet en ruso) sentó las bases para la reestructuración del país que condujo a la formación de la Unión de Repúblicas Socialistas Soviéticas (URSS) en 1922. Fue evolucionando hasta convertirse en la máxima autoridad gubernamental del poder ejecutivo en la RSFS de Rusia bajo el sistema soviético instaurado en las Repúblicas de la URSS.
León Trotski ideó los nombres comisario y sóviet para evitar los términos "burgueses" de la democracia liberal como ministro y gabinete. La Constitución de la RSFS de Rusia de 1918 formalizó el papel del Sovnarkom de la República Socialista Federativa Soviética de Rusia (RSFS de Rusia): iba a ser responsable ante el Congreso Panruso de los Sóviets de «la administración general de los asuntos del Estado», permitiéndole sancionar decretos bajo la plena vigencia de la ley, cuando el Congreso no se encontrara en sesión. Luego, el Congreso habitualmente aprobaba estos decretos en su próximo período de sesiones.
Por su parte, el Comité Ejecutivo Central Panruso (VTsIK) representaba el poder legislativo sólo formalmente, ya que el principio de separación de poderes apareció, por vez primera en una constitución rusa, mediante una enmienda de 1992 a la Constitución de la Unión Soviética de 1977. Este principio fue recogido por la Constitución de la Federación de Rusia de 1993.
Cuando en diciembre de 1922 fue establecida la Unión de Repúblicas Socialistas Soviéticas (URSS), la estructura y funciones del Sovnarkom de la Unión Soviética y de las repúblicas que la constituían quedaron fijadas por el Tratado de Creación de la URSS basándose en las del Sovnarkom de la RSFS de Rusia. 
En marzo de 1946, al igual del Sovnakorm de la URSS, el Sovnarkom de la RSFS de Rusia se transformó en Consejo de Ministros.

## Primer Consejo de Comisarios del Pueblo
El primer Consejo de Comisarios del Pueblo, elegido por el II Congreso Panruso de los Sóviets el 7 de noviembre de 1917, estaba compuesto por:
| Comisario del Pueblo     | Cargo                                    | Fallecimiento            |
| ------------------------ | ---------------------------------------- | ------------------------ |
| Presidente               | Vladímir Lenin                           | Causas naturales en 1924 |
| Secretario               | Nikolái Gorbunov                         | Ejecutado en 1938        |
| Agricultura              | Vladímir Miliutin                        | Ejecutado en 1937        |
| Guerra y Asuntos Navales | Nikolái Podvoiski (Comisario del Pueblo) | Causas naturales en 1948 |
| Guerra y Asuntos Navales | Nikolái Krylenko (Colegio de Guerra)     | Ejecutado en 1938        |
| Guerra y Asuntos Navales | Pável Dybenko (Colegio Naval)            | Ejecutado en 1938        |
| Comercio e Industria     | Víktor Noguín                            | Causas naturales en 1924 |
| Educación                | Anatoli Lunacharski                      | Causas naturales en 1933 |
| Abastecimientos          | Iván Teodoróvich                         | Ejecutado en 1937        |
| Asuntos Exteriores       | León Trotski                             | Asesinado en 1940        |
| Asuntos Internos         | Alekséi Rýkov                            | Ejecutado en 1938        |
| Justicia                 | Gueorgui Opókov                          | Ejecutado en 1937        |
| Trabajo                  | Aleksandr Shliápnikov                    | Ejecutado en 1937        |
| Nacionalidades           | Iósif Stalin                             | Causas naturales en 1953 |
| Correos y Telégrafos     | Nikolái Glébov-Avílov                    | Ejecutado en 1937        |
| Ferrocarriles            | (vacante)                                |                          |
| Finanzas                 | Iván Skvortsov-Stepánov                  | Causas naturales en 1928 |
| Bienestar Social         | Aleksandra Kolontái                      | Causas naturales en 1952 |

## Lista de Presidentes
| N.º | Presidente | Presidente       | Partido político | Partido político  | Tenencia                                     |
| --- | ---------- | ---------------- | ---------------- | ----------------- | -------------------------------------------- |
| 1   |            | Vladímir Lenin   |                  | Partido Comunista | 9 de noviembre de 1917-21 de enero de 1924   |
| 2   |            | Alekséi Rýkov    |                  | Partido Comunista | 2 de febrero de 1924-18 de mayo de 1929      |
| 3   |            | Serguéi Syrtsov  |                  | Partido Comunista | 18 de mayo de 1929-3 de noviembre de 1930    |
| 4   |            | Daniil Sulímov   |                  | Partido Comunista | 3 de noviembre de 1930-22 de julio de 1937   |
| 5   |            | Nikolái Bulganin |                  | Partido Comunista | 22 de julio de 1937-17 de septiembre de 1938 |
| 6   |            | Vasili Vájrushev |                  | Partido Comunista | 29 de julio de 1939-2 de junio de 1940       |
| 7   |            | Iván Jojlov      |                  | Partido Comunista | 2 de junio de 1940-23 de junio de 1943       |
| 8   |            | Alekséi Kosyguin |                  | Partido Comunista | 23 de junio de 1943-23 de marzo de 1946      |